# La Belle et la Bête (opera)

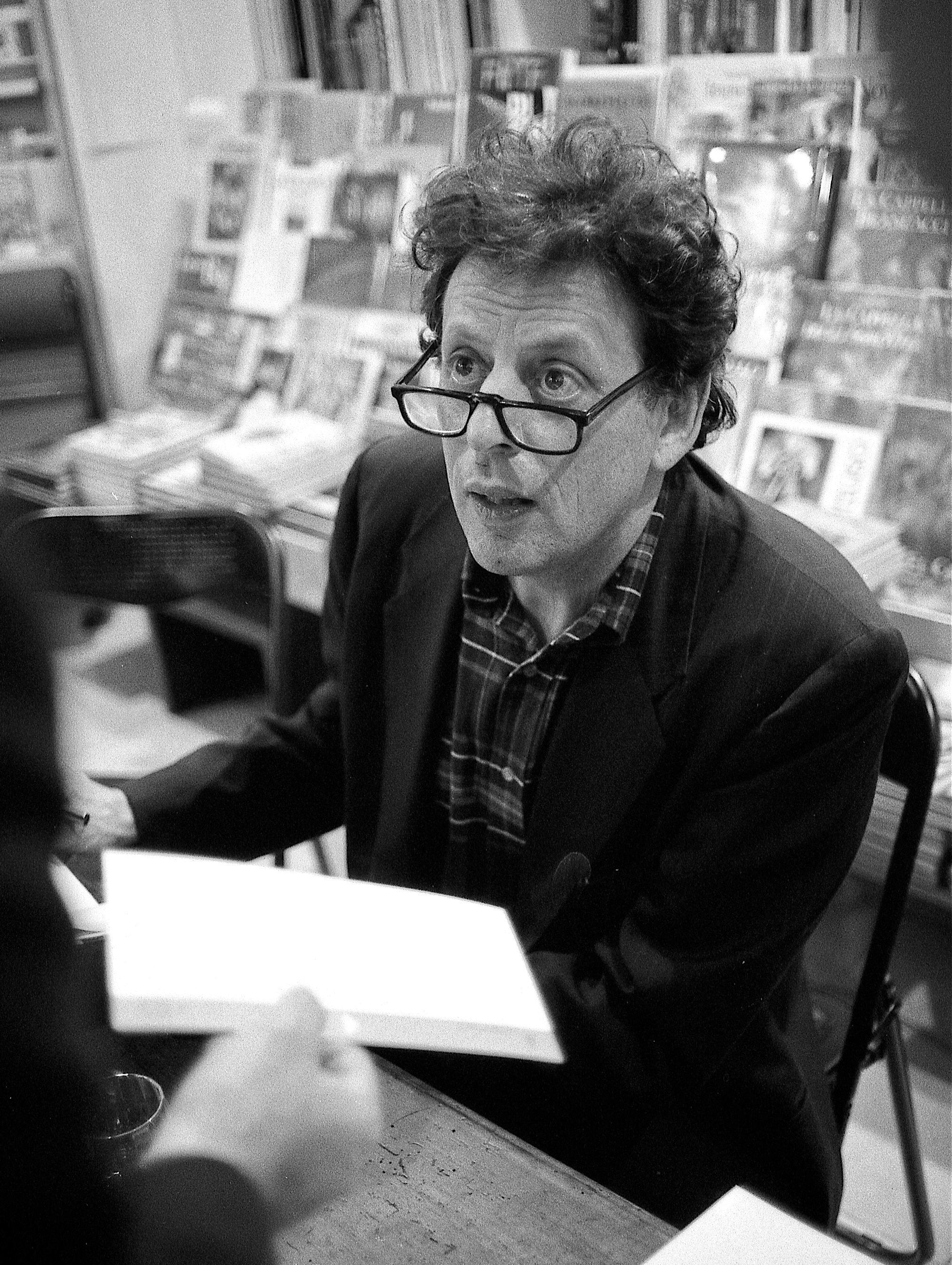
Philip Glass

La Belle et la Bête (Skönheten och odjuret) är en opera för ensemble och film, komponerad 1994 av Philip Glass. Glass franska Libretto bygger på manuskriptet till Jean Cocteaus film Flickan och odjuret från 1946. Operan är den andra delen av en trilogi till Cocteaus ära efter Orphée (1993) och före Les Enfants Terribles (1996). Operan hade premiär den 4 juni 1994 i Sevilla med Michael Riesman som dirigent.
Verket har uppförts mer än 90 gånger över hela världen, till exempel på Brooklyn Academy of Music i New York den 17 december 1994 för den amerikanska premiären och på Cité de la musique i Paris den 17 januari 2003 för den franska premiären.

## Tillkomst
Glass fick idén att avlägsna originalljudspåret från Cocteaus film (inklusive skådespelarnas röster) och ersätta det med sin egen musik och sångarnas röster. För att perfekt matcha sången med skådespelarnas läpprörelser på duken transkriberade han all sångdialog och anpassade den så att musiken följde handlingen. Glass beräknade tiden på varje ord i filmens dialog medelst elektronik och placerade in dem matematiskt i partituret, var på han synkroniserade musik med film i en dator.

## Produktion
En scenisk föreställning kräver tre olika nivåer: filmen spelad på en stor duk, sångarna på scen framför duken och musikerna. Det krävs både precision synkronisering från såväl orkestern som sångarna. Regissören Charles Otte fick idén att vända sångarna från publiken när de inte sjöng, så de kunde följa sina filmiska dubbelgångare på duken.

### Orkesterbesättning
La Belle et la Bête är skriven för Philip Glass Ensemble, till vilken stråkar och slagverk lades till; orkestern består sålunda av en flöjt och en piccolaflöjt, en klarinett och en basklarinett, en sopransaxofon och viola, två tromboner och en bastrombon, en harpa, två synthesizer, stråkar och slagverk.

### Personer
| Roller                                          | Stämma      | Premiärbesättning 4 juni 1994 Dirigent: Michael Riesman |
| ----------------------------------------------- | ----------- | ------------------------------------------------------- |
| Belle                                           | mezzosopran | Janice Felty                                            |
| La Bête / L'Officier du port / Avenant / Ardent | baryton     | Gregory Purnhagen                                       |
| Le Père / L'Usurier / Ludovic                   | baryton     | John Kuether                                            |
| Félicie / Adélaïde                              | sopran      | Ana María Martínez                                      |

## Handling
Berättelsen äger rum i ett uppdiktat land, i en obestämd tid
- Ouvertyr

1. Systrarna
Ludovic och Avenant tränas i bågskyttekonsten, medan Adelaide och Felicie flirtar med Avenant. Flickorna missar inte chansen att reta systern Belle  (Beauty).
2. Frieriet
Belle är ensam i huset och utför alla hårda sysslor eftersom hennes systrar vägrar hjälpa henne. Avenant kommer och förklarar henne sin kärlek, men hon avvisar honom. Ludovic kommer och avbryter det unga parets samtal. När han inser vad som pågår hotar han syster med stryk om hon förälskar sig och lämnar hemmet. Avenant försvarar flickan och slåss med Ludovic, men striden avbryts av fadern som skiljer pojkarna åt. Fadern får Belle att lova att hon alltid ska förbli vid hans sida.
3. Faderns resa
Fadern måste gå till staden för att skriva under ett affärskontrakt. Felicie och Adelaide ber honom ta med sig kläder och juveler; Belle ber ödmjukt om en ros då dessa inte gror där de bor. När fadern har gått kommer ockraren. Han hotar Ludovic om denne inte betalar vad fadern är skyldig honom. I staden misslyckas fadern med affären och återvänder ruinerad hem.
4. Odjurets hem
I skogens mörker går fadern vilse och hamnar till slut vid ett slott. Han går in och efter att ha förvissat sig om att ingen är hemma, slår han sig ned vid bordet där magiska händer serverar honom mat. Efter en tupplur vandrar han igenom slottets trädgård och upptäcker en vacker ros som han tar med sig till Belle.
5. Faderns återkomst
När han ska gå uppenbarar sig odjuret och anklagar honom för att ha stulet en av hans rosor, för vilket han ska dö. Fadern ber förgäves om nåd. Odjuret ska skona honom om han går med på att byta plats med en av sina döttrar. Efter att fadern ha svurit eden förser odjuret honom med en häst vid namn Magnifik som ska ta honom genom skogen hem och föra tillbaka den utlovade dottern.
Hemma återberättar fadern om sina äventyr i skogen. Felicie och Adelaide vägrar byta plats med fadern, varpå Belle är den enda som går med på att återvända till slottet.
6. Belle kommer till slottet
Hästen Magnifik för Belle till slottet där möblerna och speglarna talar till henne med konstiga röster. Belle svimmar vid åsynen av odjuret. Han bär henne i sina armar till hennes nya sovrum.
7. Måltiden
Belle vaknar upp och beger sig ned för att äta middag. Odjuret lugnar henne och behandlar henne ytterst artigt. Han förvissar henne att även om hans yttre är hemskt att beskåda så är hans hjärta varmt. Belle svarar att det finns många män som är tvärtom, som är vackra utanpå men elaka i hjärtat. Spänningen avtar och odjuret ber om Belles hand, men hon nekar. Odjuret säger god natt och försvinner. 
8. Odjurets plågor
Nästa dag är odjuret som besatt av Belle och letar efter henne genom hela slottet. Slutligen går han in i Belles sovrum med förevändningen att överräcka en gåva. Indignerad kör hon ut honom.
9. Promenad i trädgården
Odjuret och Belle vandrar genom slottsträdgården. Hon noterar att han dricker som ett djur från en pöl. En hjort visar sig och odjuret stelnar till som om han ville rusa ifatt den. Belle pratar lugnande med honom varpå han blir mindre arg. När han åter igen lutar sig ned för att dricka erbjuder Belle honom att dricka från hennes händer.
Odjuret märker att Belle blir mer ledsen för varje dag. När han frågar om orsaken svarar hon att hon inte kan sluta tänka på sin fader och önskar återse honom. Odjuret erkänner att han befarar att om han släppte henne fri skulle hon aldrig återvända och då skulle han dö av sorg. Belle lovar honom att hon ska återvända om en vecka då hon tycker för mycket om honom för att åsamka hans död.
10. Beslagtagandet
Medan fadern ligger sjuk i sängen beslagtar polisen husets alla ägodelar på uppmaning av ockraren.
11. Odjurets tillit till Belle
Odjuret visar Belle en paviljong i trädgården där han förvarar alla sina rikedomar. Som ett bevis på sin tillit och kärlek ger han Belle den gyllene nyckeln till paviljongen. Om hon inte skulle återvända och han dör skulle hon inte behöva oroa sig för sin framtid, alla hans rikedomar skulle bli hennes. Slutligen ger odjuret Belle en magisk handske som kan ta henne till den plats hon vill. 
12. Belle återvänder till faderns hem
Den magiska handsken har fört Belle hem. Fadern tror att Belle har smitit från slottet men hon berättar att odjuret har frigivit henne och att hon frivilligt ska återvända om en vecka. Fadern blir både oroad och arg. Belle berättar att odjuret har två motsatta personaliteter och att hon önskar förlösa honom. Fadern förstår inte. Belle fäller en tår som förvandlas till en diamant - beviset på att odjuret beskyddas från Himlen.
13. Belle berättar sin historia
På borggården till familjens hus sitter Felicie och Adelaide och lagar kläder. Avenant hugger ved och Ludovic matar hönsen. Fadern kommer ut med Belle. Systrarna känner till en början inte igen henne i hennes vackra klänning. De ber henne att berätta vad hon varit med om. Felicie lägger märke till Belles glimmande halsband. Belle tar av det och ger det till systern. När Felicie tar på det förvandlas det till skrot: odjurets gåvor är endast till för Belle.
14. Planen
Belles systrar kan inte tåla att hon blivit mer elegant, rikare och lyckligare än de. Ludovic anser att odjurets rikedomar kan komma väl till hands för att betala tillbaka skulderna. Avenant känner svartsjuka gentemot odjuret. Alla har motiv att döda odjuret och de lyckas stjäla den gyllene nyckeln utan att Belle märker det.
15. Avenants passion
Avenant förklarar Belle sin kärlek. Han försöker misskreditera odjuret och målar ut sig själv som en trogen, ärlig och omsorgsfull make.
16. Magnifik kommer
Dagarna går och odjuret, som inte har hört något från Belle, skickar Magnifik att leta efter henne. När hästen kommer fram möter han bara de tre syskonen och Avenant. De inser att hästen har kommit för att hämta hem Belle. Ludovic och Avenant bråkar om vem av dem som första ska rida på hästen för att döda odjuret. Slutligen klättrar de båda upp på hästryggen och rider iväg.
Belle märker att nyckeln är borta och inser att hon har blivit lurad av sina syskon. Hon tar på handsken som för henne till odjurets slott.
17. Paviljongen
Belle finner odjuret döende av kärlek. Hon uppmanar honom att kämpa mot döden.
Utanför paviljongen försöker Ludovic och Avenant bryta sig in. Anande att den gyllene nyckeln kan vara en fälla beslutar de sig för att klättra över taket och krypa ned genom en taklucka. Avenant tappar balansen och faller. När han slår i marken förvandlas Avenant till odjuret; i samma ögonblick förvandlas odjuret till den vackre prinsen Ardent.
18. Förvandlingar
Belle förundras över hur odjuret kan ha förvandlats till Ardent. Han berättar att på grund av en förbannelse som lades på hans föräldrar blev han till ett odjur och endast en akt av kärlek kunde lösa förbannelsen. De älskande omfamnar varandra och beger sig till Ardents rike där Belle ska bli hans drottning. Tack vare prinsens generositet får hon ta med sig fadern och syskonen.

## Inspelning
- The Philip Glass Ensemble conducted by Michael Riesman, recorded in 1994. Warner (1995).[6][7]